# Генрих I (граф д’Э)

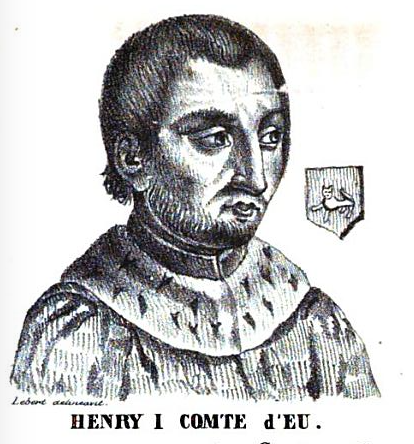
портрет Генриха I

Генрих I (фр. Henry I; ум. 12 июля 1140) — граф д'Э и 2-й лорд Гастингс, англонормандский аристократ, участник восстания 1118—1119 годов против английского короля Генриха I Боклерка. 
Генрих был сыном Вильгельма II, графа д’Э, и, вероятно, Элиссенды д’Авранш, дочери Роберта I ле Гоза, виконта д’Авранш, и сестры Гуго, 1-го графа Честера. В 1096 году Генрих наследовал своему отцу в качестве графа Э и лорда Гастингса. В 1118 году Генрих д’Э присоединился к восстанию нормандских баронов во главе с Амори III де Монфором против английского короля Генриха I. Целью мятежников была передача престола герцогства Нормандия Вильгельму Клитону, сыну пленённого герцога Роберта Куртгёза. Однако вскоре Генрих д’Э был арестован в Руане и был вынужден подчиниться королю Генриху I и передать ему свои замки. В августе 1119 года он участвовал в сражении при Бремюле на стороне английского короля. В конце жизни граф Генрих удалился в бенедиктинский монастырь в Фекаме.
Генрих, граф д’Э, был женат трижды, однако известно лишь происхождение его третьей жены Маргариты де Сюлли (ум. в 1145), которая была дочерью Гийома де Блуа, графа Шартрского — старшего, умалишённого, брата английского короля Стефана. Генрих и Маргарита имели семерых детей, старший из которых Жан (ум. 1170) в 1140 году унаследовал графство Э. Жан был женат на Алисе д’Обиньи (ум. до 1188), дочери Уильяма д’Обиньи, 1-го графа Арундел, а в конце жизни удалился в монастырь Фекам, где и скончался.